# Ribi (ozvezdje)
Ribi (latinsko Pisces, znak , Unicode ♓) je ozvezdje živalskega kroga in eno od 88 sodobnih ozvezdij, ki jih je priznala Mednarodna astronomska zveza. Bilo je tudi eno od Ptolemejevih 48 ozvezdij. Leži med Vodnarjem na zahodu in Ovnom na vzhodu. V Ribah se trenutno nahaja točka pomladnega enakonočja, južno od zvezde Vernalis (ω Psc) in se zaradi precesije enakonočij počasi premika proti Vodnarju.

## Znana nebesna telesa v ozvezdju

### Zvezde
- Alreša (α Psc) [Al reša, Al Reša, Al Riša, Alriša, El Riša, Kaitain, Kaïtain, Okda, Reša].
- Fum al samaka (β Psc) [Fum al Samakah, Samaka].
- Sima (γ Psc).
- Linteum (δ Psc).
- Kaht (ε Psc).
- Revati (ζ Psc).
- Kulat Nunu (η Psc) [Alferg].
- θ Psc.
- ι Psc.
- κ Psc.
- λ Psc.
- μ Psc.
- ν Psc.
- Nahn (ξ Psc), spektroskopsko dvozvezdje.
- Torkular (ο Psc) [Torcularis Septentrionalis].
- π Psc.
- ρ Psc.
- σ Psc.
- Anunitum (τ Psc).
- Vernalis (ω Psc).
- 54 Psc, oranžna pritlikavka (zvezda KV), planet b.
- 109 Psc, rumena podorjakinja, planet b.
- HD 4203, rumena zvezda, planet b.
- HD 8574, rumeno-bela zvezda, planet b.
- HD 217107, rumena podorjakinja, planeta b in c.

Koordinati:  01h 00m 00s, +15° 00′ 00″